# Храйдмар
В скандинавската митология Храйдмар (нордически: Hreiðmarr) е алчен крал и магьосник от народа на джуджетата или великаните. Баща е на братята Фафнир, От и Регин и на сестрите Люндхайд и Лофнхайд.
С помощта на своите синове Храйдмар залавя асите Один, Хьонир и Локи, връзвайки ги с неразрушими вериги, след като са убили по невнимание сина му От. Тримата аси са принудени да му дадат златното съкровище на Андвари като обезщетение за убийството според древните германски закони.
Фафнир убива своя баща заради съкровището, върху което лежи проклятието на Андвари. Преди да умре Храйдмар извиква своята дъщеря Люнгхайд, за да ѝ съобщи, че тя ще роди дъщеря, чийто син трябва да отмъсти за неговото убийство.